# جوزيف ر. كونلن
جوزيف ر. كونلن (بالإنجليزية: Joseph R. Conlin)‏ هو مؤرخ أمريكي، ولد في 7 يناير 1940 في فيلادلفيا في الولايات المتحدة.